# Margaret Wambui
Margaret Nyairera Wambui (ur. 15 września 1995) – kenijska lekkoatletka specjalizująca się w biegu na 800 metrów.
Brązowa medalistka olimpijska igrzysk w Rio de Janeiro w 2016 roku.
W 2014 wywalczyła złoty medal juniorskich mistrzostw świata w Eugene. W 2016 stanęła na najniższym stopniu podium halowych mistrzostw świata w Portland, a także zdobyła srebrny i brązowy medal podczas rozgrywanych w Durbanie mistrzostw Afryki. Rok później uplasowała się tuż za podium w mistrzostwach świata w Londynie.
Rekordy życiowe: bieg na 800 metrów (stadion) – 1:56,87 (24 sierpnia 2017, Zurych); bieg na 800 metrów (hala) – 2:00,44 (20 marca 2016, Portland).

## Osiągnięcia
| Rok  | Impreza                     | Miejsce        | Konkurencja             | Pozycja    | Wynik   |
| ---- | --------------------------- | -------------- | ----------------------- | ---------- | ------- |
| 2014 | Mistrzostwa świata juniorów | Eugene         | bieg na 800 metrów      | 1. miejsce | 2:00,49 |
| 2015 | Mistrzostwa świata          | Pekin          | bieg na 800 metrów      | eliminacje | 2:03,52 |
| 2016 | Halowe mistrzostwa świata   | Portland       | bieg na 800 metrów      | 3. miejsce | 2:00,44 |
| 2016 | Mistrzostwa Afryki          | Durban         | bieg na 400 metrów      | 2. miejsce | 52,24   |
| 2016 | Mistrzostwa Afryki          | Durban         | sztafeta 4 × 400 metrów | 3. miejsce | 3:30,21 |
| 2016 | Igrzyska olimpijskie        | Rio de Janeiro | bieg na 800 metrów      | 3. miejsce | 1:56,89 |
| 2017 | Mistrzostwa świata          | Londyn         | bieg na 800 metrów      | 4. miejsce | 1:57,54 |